# Portoryko na Zimowych Igrzyskach Olimpijskich 2018
Portoryko na Zimowych Igrzyskach Olimpijskich 2018 – występ reprezentacji Portoryka na igrzyskach olimpijskich w Pjongczangu w 2018 roku.
W kadrze znalazł się jeden zawodnik – Charles Flaherty, który wystąpił w narciarstwie alpejskim. Pełnił on rolę chorążego reprezentacji Portoryka podczas ceremonii otwarcia i zamknięcia igrzysk. Reprezentacja Portoryka weszła na stadion jako 84. w kolejności podczas ceremonii otwarcia i 85. podczas zamknięcia, w obu przypadkach pomiędzy ekipami z Polski i Francji.
Był to 7. start reprezentacji Portoryka na zimowych igrzyskach olimpijskich i 24. start olimpijski, wliczając w to letnie występy. Portoryko powróciło na zimowe igrzyska olimpijskie po 16-letniej przerwie.

## Skład reprezentacji

### Narciarstwo alpejskie
| Konkurencja            | Zawodnik         | Przejazd 1 | Przejazd 1 | Przejazd 2 | Przejazd 2 | Czas łączny | Miejsce |
| Konkurencja            | Zawodnik         | Czas       | Miejsce    | Czas       | Miejsce    | Czas łączny | Miejsce |
| ---------------------- | ---------------- | ---------- | ---------- | ---------- | ---------- | ----------- | ------- |
| Slalom gigant mężczyzn | Charles Flaherty | 1:28,50    | 83.        | 1:27,55    | 73.        | 2:56,05     | 73.     |